# Musica celtica
Il termine musica celtica è una definizione normalmente associata ad un insieme di tradizioni musicali che presentano tra loro alcune analogie ben distinte e fortemente connotate. Sarebbe, infatti, più corretto
parlare di musiche dei paesi di tradizione celtica, ma la prima definizione è invalsa per maggiore praticità.
La musica celtica comprende un ampio spettro di generi musicali, che si sono evoluti dalle tradizioni e dalla musica folk dei popoli celtici dell'Europa Occidentale. Il termine musica celtica può essere riferito sia alla musica di tradizione oralmente trasmessa che alla musica popolare con alcune somiglianze superficiali agli stili folk dei popoli di ascendenza celtica. Questa è una musica popolare, la musica del popolo può anche essere chiamata profana e non era scritta come la musica sacra o colta ma tramandata oralmente.

## Evoluzione e differenze
Ciò che è in discussione è la mancanza di temi comuni che uniscano i popoli "celtici". Mentre i celti antichi avevano indubbiamente i loro stili musicali, oggi sono cresciuti e si sono evoluti al punto che considerare un qualunque stile moderno come reminiscenza dell'antica musica celtica risulta fuorviante.
C'è inoltre un'enorme differenza fra le regioni "celtiche". Irlanda e Scozia, per esempio, mantengono un retaggio di lingua e di musica, laddove la Cornovaglia e l'Isola di Man, al contrario, hanno soltanto correnti di revival che ancora devono prendere piede. Le Asturie e la Galizia hanno avuto poca o nessuna influenza musicale celtica per diversi secoli, ma vengono ancora considerate insieme agli altri gruppi. Così, i tradizionalisti ed i più esperti musicologi dibattono se le terre "celtiche" abbiano o meno legami etnici fra loro.
D'altra parte è indiscutibile che gli stili musicali in oggetto siano stati registrati e rappresentati da persone che vivono nelle terre celtiche, e quindi esiste come una sorta di tradizione musicale ad unire queste aree - si tratta semplicemente di una forma di musica popolare piuttosto che di una musica folcloristica quando però questa distinzione ha un'importanza piuttosto relativa.
Molti sostengono l'idea che la musica celtica moderna possa essere una trovata per stimolare la produzione di materiale commerciale; June Skinner Sawyers ad esempio, nota nel suo lavoro intitolato «Celtic Music: A complete Guide» che Musica celtica è un termine commerciale che io utilizzo, ai fini della realizzazione di questo libro, per pura convenienza, conoscendo appieno il bagaglio culturale legato alle origini del termine stesso. In tempi molto recenti il termine musica celtica è stato utilizzato in Italia per giustificare l'esistenza di legami culturali e territoriali a fini meramente politici.
Alcuni aspetti comuni del carattere, come i balli della musica celtica sono polche, gighe (danze molto antiche un tempo diffuse in molte parti d'Europa), slip jig (danze ballate generalmente da sole ragazze), reel (danze molto veloci), hornpipe (danze ritmate derivate dalle danze marinare), air (melodie lente) e strathspey (vivaci danze scozzesi).
La maggior parte della musica è classificata come forte, con ripetizioni della melodia in un set ritmico ben definito accompagnato da un sottofondo ballabile. Le ballate sono altresì comuni. Attraverso l'immigrazione degli scozzesi-irlandesi, la musica celtica ha rappresentato le fondamenta per la nascita dell'Appalacchian folk music negli Stati Uniti d'America. Per lo stesso motivo, sempre negli Stati Uniti, il genere Country ha subito significativi influssi dalla musica celtica

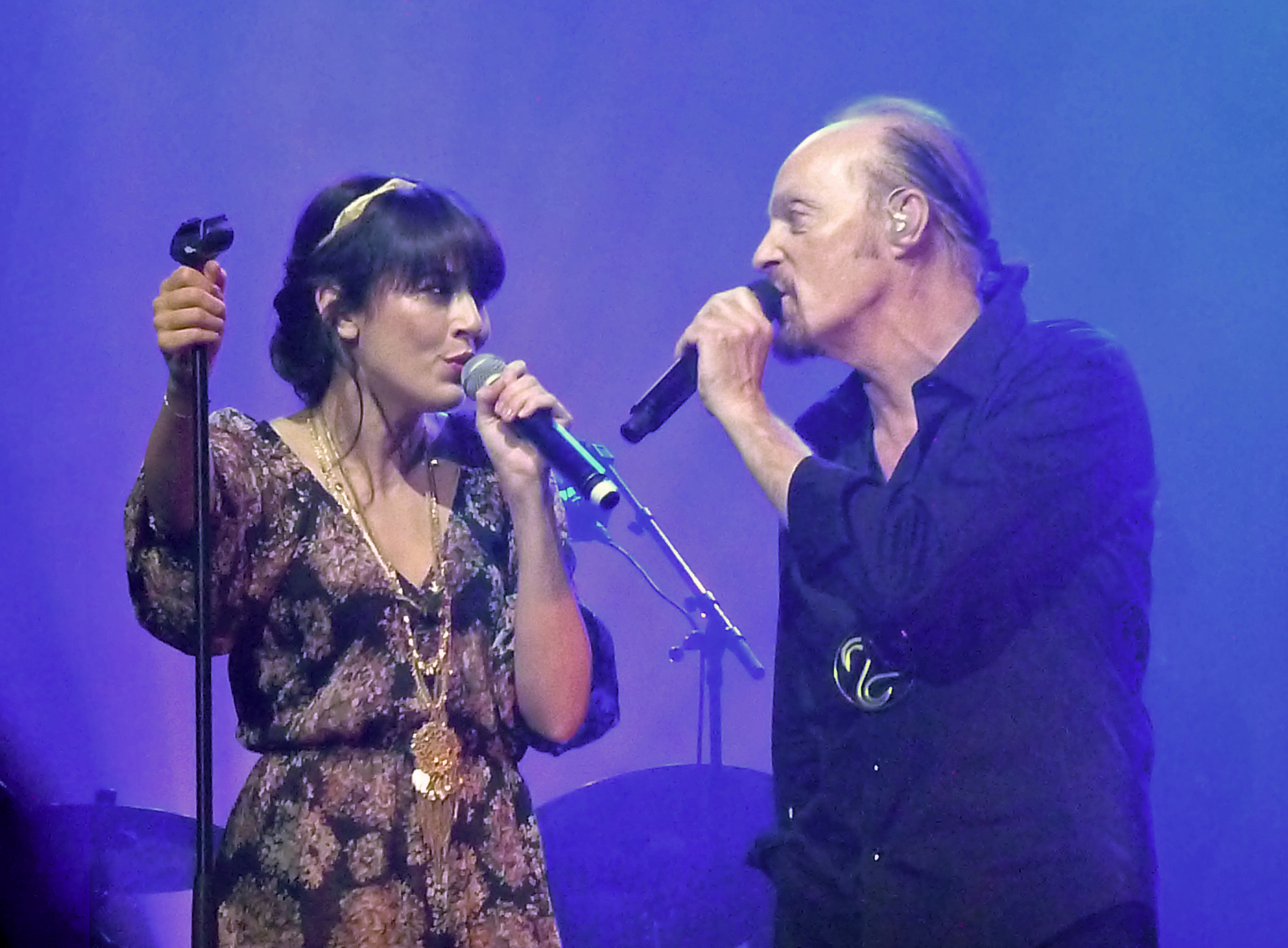
Nolwenn Leroy e Alan Stivell nel 2012

La scena contemporanea della musica celtica coinvolge numerosi festival musicali. Nella lista dei più importanti possiamo includere:
- Celtic Connection (Glasgow, Scozia)
- Guinness Irish Festival
- Festival Interceltique (Lorient, Francia)
- Triskell International Celtic Festival (Trieste, Italia)
- Montelago Celtic Festival (Altopiano di Colfiorito, Italia)
- Celtic Colours (Cape Breton, Nuova Scozia)

Il musicista bretone Alan Stivell afferma (traduzione di Steve Winick):